# Antinoüs Farnèse
Pour les articles homonymes, voir Antinoüs (homonymie).
L'Antinoüs Farnèse est une statue de marbre représentant Antinoüs, visible à Naples au musée archéologique. Son nom d'usage rappelle que cette statue a appartenu à la famille Farnèse, qui la présentée dans le palazzo familial, aujourd'hui siège  à Rome de l'ambassade de France. 

## Histoire de la statue
L’Antinoüs Farnèse a été sculpté entre 130 et 137, sous le règne de l’empereur romain Hadrien (117-138). Le lieu de sa découverte et sa provenance sont inconnus.
Il était auparavant présenté à l'entrée de la Galerie des Carrache au Palais Farnèse, à Rome, d'où elle a été ramenée à Naples au Musée Royal Bourbon (Reale Museo Borbonico, actuel Musée archéologique national de Naples (une réplique a été placée dans le Palais, dans les années 1970).

## Contexte historique: Hadrien et Antinoüs
Antinoüs était l’amant de l’empereur romain Hadrien : ce dernier fait sa connaissance en 123 (Antinoüs avait alors 12 ans) et en fait son favori en 128 à l’âge de 17 ans. Il se noya dans le Nil : après sa mort, Hadrien perpétua l’image d’Antinoüs comme dieu romain dans l’empire.

## Contexte artistique de l’œuvre
Cette sculpture appartient au style impérial romain ; elle a été sculptée dans le contexte d’un renouveau de la culture grecque, initié par le philhellénisme d’Hadrien. En effet, au cours de son existence, Hadrien avait visité la Grèce à trois reprises, participé aux Jeux olympiques grecs et fondé une alliance grecque-cité-État connue sous le nom de Panhellenion l’année de la mort d’Antinoüs. Hadrien fonda la ville d’Antinoöpolis près du lieu de la mort d’Antinoüs, qui devint un centre cultuel d’Osiris-Antinoüs. Il a également fondé des jeux en commémoration d’Antinoüs qui ont lieu à Antinoöpolis et à Athènes, Antinoüs devenant un symbole des rêves de panhellénisme d’Hadrien.

## Description de la statue

### Le corps
La statue d’Antinoüs Farnèse imite la posture d’un athlète dans le style grec classique. Plus précisément, cette sculpture imite la statue du sculpteur grec classique Polyclète, Le Doryphore : les deux sont des hommes nus, ils sont représentés en contrapposto, adoptent une expression stoïque et tendent tous les deux le bras. Le Doryphore tient une lance ; Antinoüs semble tenir quelque chose lui-même dans sa main droite. La différence la plus perceptible entre les deux est qu’Antinoüs Farnèse est un adolescent, tandis que Le Doryphore est sculpté sous les traits d'un jeune adulte.

### Le visage

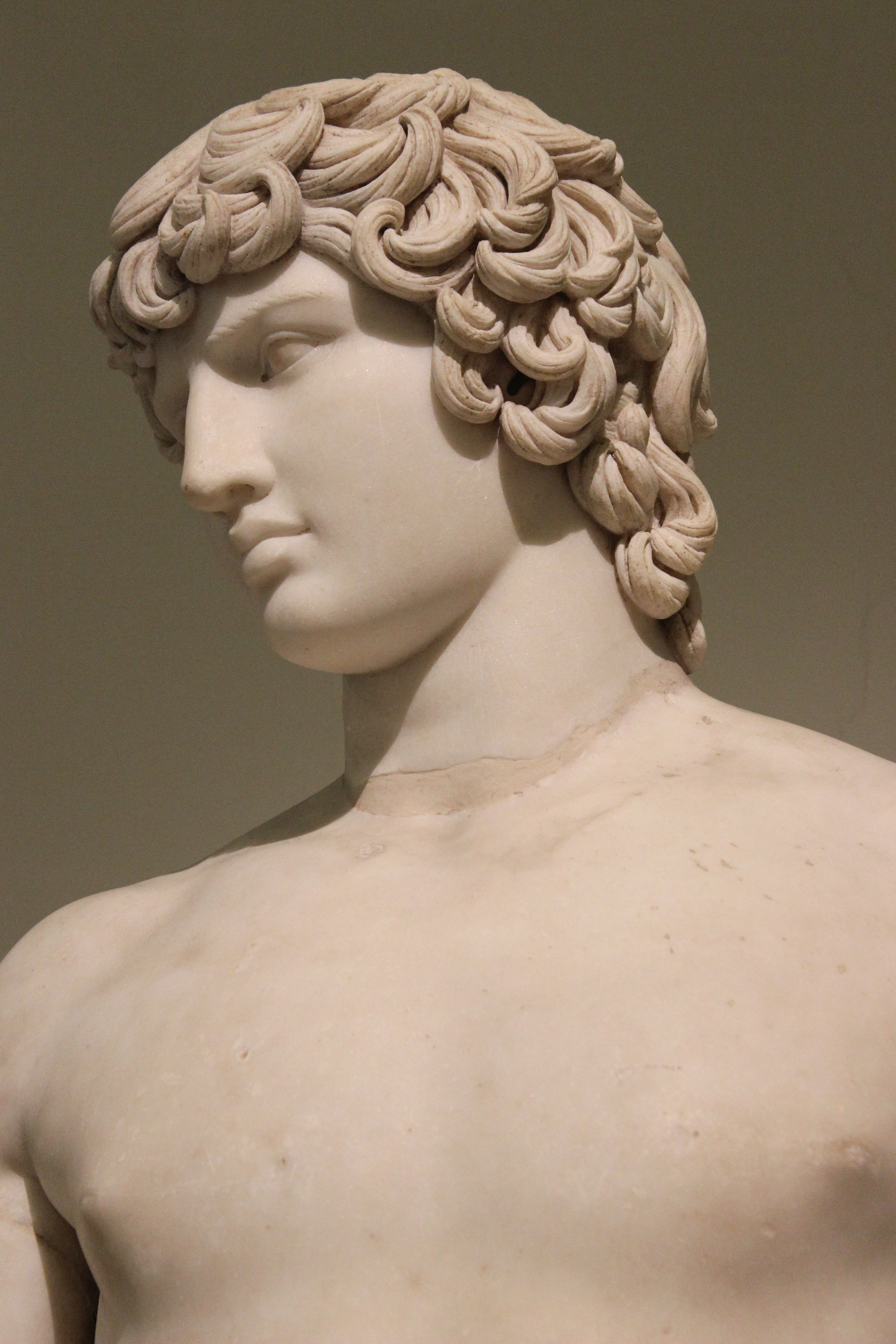
Tête et buste de lAntinoüs Farnèse.

Le corps et le visage de cette sculpture sont dans une jeunesse idéalisée (Antinoüs a vécu de 111 à 130, il est mort à 19 ans), avec des joues charnues, de grands yeux, des lèvres sensuelles, un visage rond et ses cheveux sont généralement négligés. Les cheveux d’Antinoüs ont parfois été considérés comme artificiels, en raison de la similitude du placement de ses cheveux entre les différentes statues.
Malgré la grande quantité de statues d’Antinoüs conservées, les historiens de l’art ne savent pas vraiment à quoi ressemblait Antinoüs car ses portraits sont idéalisés.

## Les représentations d’Antinous

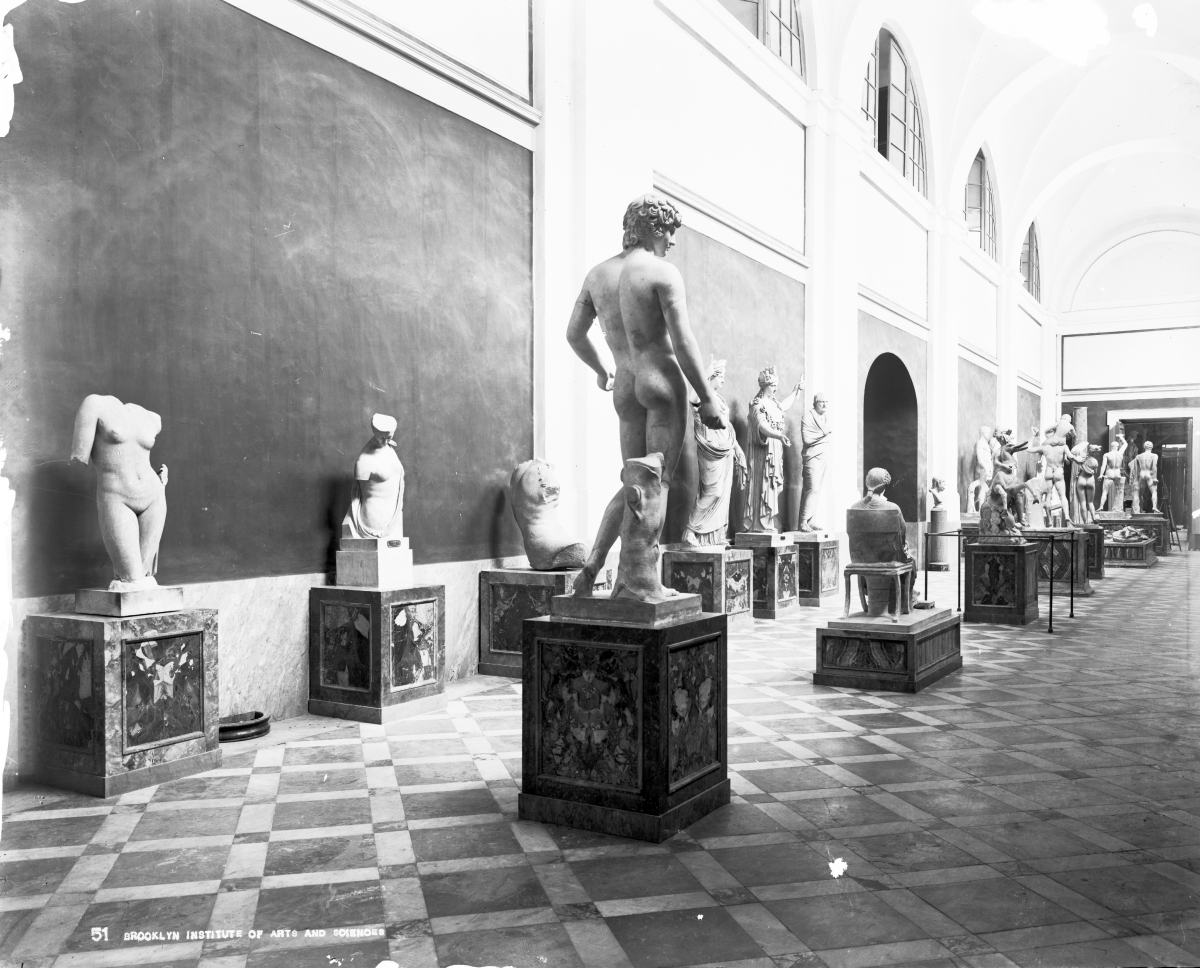
LAntinoüs Farnèse dans le musée archéologique de Naples, à la fin du XIXè siècle. Cette exposition permet de voir le dos de la statue.

Il existe trois styles dans lesquels Antinoüs est traditionnellement représenté : le style Mondragone (tête monumentale comme celle du Louvre), le style égyptianisant (avec le némès) et le style principal. Ce dernier est le plus commun et l’Antinoüs Farnèse en est un exemple fameux. Il existe deux variantes dans le style principale : la première représente Antinoüs avec une boucle sur son front, et l’autre s’en passe.
L’iconographie de l’apparence d’Antinoüs est si stable sur tous les supports que des portraits d’Antinoüs sur des pièces de monnaie ont été utilisés pour attribuer cette sculpture à lui-même. Cette uniformité, en particulier dans la disposition uniforme de ses mèches enroulées, implique que ce portrait a été réalisé en masse pour que les artistes de l’Empire romain puissent en faire d’autres copies.
L’Antinoüs Farnèse reprend les traits distinctifs du favori d’Hadrien : une poitrine large et gonflée, une tête de boucles ébouriffées, un regard abattu – des caractéristiques physiques qui permettent d’identifier immédiatement le jeune homme et de le différencier des autres dieux et héros.
Une centaine de statues d’Antinoüs ont été conservées de nos jours, un fait remarquable si l’on considère que son culte a été la cible d’une intense hostilité de la part des apologistes chrétiens, dont beaucoup ont vandalisé et détruit des objets et des temples construits en l’honneur de la jeunesse.

## Interprétation
L’Antinoüs Farnèse peut être identifié comme une pièce impériale romaine plutôt qu’une statue grecque classique comme le prouvent les pupilles gravées, une tendance établie dans la sculpture romaine par Hadrien lui-même. Le volume des cheveux et les narines sculptées au trépan sont des caractéristiques des sculptures romaines qui leur ont permis d’explorer les différences de texture dans les cheveux par rapport à la peau d’une manière inédite. L’ajout d’un support structurel sur la jambe arrière droite, en forme de rondin, montre qu’il s’agit d’une sculpture romaine et non grecque.
L'archéologue britannique R. R. R. Smith suggère que les statues d’Antinoüs ne représentent pas le jeune homme à l’âge de sa mort, mais plutôt « autour de treize à quatorze ans ». Un éphèbe de dix-huit ou dix-neuf ans serait représenté avec des poils pubiens pleins, tandis que les statues d’Antinoüs le représentent comme prépubère « sans poils pubiens et avec un tissu mou de l’aine soigneusement représenté ».

## Voir également
- Antinoüs Mondragone
- Antinoüs Braschi (Louvre)
- Antinoüs du Capitole
- Antinoüs Townley
- Statue d'Antinoüs (Delphes)